# The Sun Still Rises in the East: East Coast Slang Vol. 1
Big Mike & Statik Selektah – The Sun Still Rises In the East – East Coast Slang Vol. 1 – album amerykańskiego rapera Big Mike’a. Współtwórcą mixtape’a jest Statik Selektah.
Na płycie znajduje się remiks utworu The Game’a "One Blood", nagrany przy udziale 22 artystów: Jim Jones, Snoop Dogg, Nas, T.I., Fat Joe, Lil Wayne, Nore, Jadakiss, Styles P, Fabolous, Juelz Santana, Rick Ross, Twista, Kurupt, Daz Dillinger, WC, E-40, Bun B, Chamillionaire, Slim Thug, Young Dro, Clipse oraz Ja Rule.

## Lista utworów
1. "Intro" (Big Mike & Statik Selektah)
2. "Black Millitants" (Nas featuring Jay-Z)
3. "Dig A Hole" (Diss Record) (Jay-Z)
4. "Mamma I'm Sorry" (Clipse)
5. "Raw Shit" (Styles P & Straw)
6. "Blood Diamonds" (Nas)
7. "Blow Ya Mind" (Freestyle) (Jay-Z)
8. "30 Something" (Jay-Z) (Produced by Dr. Dre)
9. "East Coast Slang" (Freestyle) (Termanology)
10. "Can't Stop The Prophet" (Sheek Louch & Straw)
11. "The PJ's" (Raekwon)
12. "Keys Open Doors" (Clipse)
13. "That’s Why" (Prodigy)
14. "Bring Your Guns" (Papoose)
15. "NY Shit" (Remix) (Busta Rhymes featuring Nas, Papoose & M.O.P.)
16. "Ghost Is Back" (Ghostface)
17. "DJ Premier Freestyle" (Freeway & Termanology)
18. "Jealousy" (Fat Joe)
19. "The Prelude" (Jay-Z)
20. "Desire" (Pharoahe Monch) (Produced by The Alchemist)
21. "Engine Runnin" (Consquence & Talib Kweli)

## "West Coast Slang" dodatki
1. "Imagine" (Snoop Dogg featuring Dr. Dre & D’Angelo) (Produced by Dr. Dre)
2. "One Blood" (Remix) (The Game featuring Jim Jones, Snoop Dogg, Nas, T.I., Fat Joe, Lil' Wayne, Nore, Jadakiss, Styles P, Fabolous, Juelz Santana, Rick Ross, Twista, Kurupt, Daz Dillinger, WC, E-40, Bun B, Chamillionaire, Slim Thug, Young Dro, Clipse & Ja Rule)